# Branisłau Samojłau
Branisłau Samojłau, białorus. Браніслаў Самойлаў (ur. 25 maja 1985 w Witebsku) – białoruski kolarz szosowy.
Specjalizuje się w jeździe indywidualnej na czas. Karierę zawodową rozpoczął w 2007 roku w zespole Acqua & Sapone, w której jeździł przez dwa sezony. Rok później startował w Amica Chips-Knauf i przez dwa lata w Quick Step i Movistar Team.

## Najważniejsze osiągnięcia
2005
- 1. miejsce w mistrzostwach Białorusi (do lat 23, jazda ind. na czas)

2006
- 1. miejsce w mistrzostwach Białorusi (do lat 23, jazda ind. na czas)

2007
- 1. miejsce w mistrzostwach Białorusi (start wspólny)

2008
- 1. miejsce na 5. etapie Settimana Ciclistica Lombarda

2009
- 1. miejsce w mistrzostwach Białorusi (jazda ind. na czas)

2010
- 1. miejsce w mistrzostwach Białorusi (jazda ind. na czas)

2012
- 1. miejsce w mistrzostwach Białorusi (jazda ind. na czas)

2013
- 4. miejsce w Małopolski Wyścig Górski
  - 1. miejsce na 3. etapie

2014
- 3. miejsce w mistrzostwach Białorusi (jazda ind. na czas)
- 4. miejsce w Sibiu Cycling Tour
  - 1. miejsce na 2. etapie
- 4. miejsce w Puchar Uzdrowisk Karpackich

2015
- 6. miejsce w Tour of Croatia
- 2. miejsce w mistrzostwach Białorusi (jazda ind. na czas)

2016
- 2. miejsce w mistrzostwach Białorusi (jazda ind. na czas)
- 3. miejsce w mistrzostwach Białorusi (start wspólny)

2018
- 3. miejsce w Grand Prix Side
- 1. miejsce na 2. etapie Tour of Mersin
- 1. miejsce w Horizon Park Race Maidan
- 1. miejsce w Horizon Park Race Classic
- 4. miejsce w Tour de Serbie
  - 1. miejsce na 3. etapie
- 2. miejsce w mistrzostwach Białorusi (jazda ind. na czas)
- 3. miejsce w mistrzostwach Białorusi (start wspólny)
- 2. miejsce w Minsk Cup

2019
- 1. miejsce w Grand Prix Gazipasa
- 2. miejsce w Tour of Mersin
  - 1. miejsce na 1. etapie
- 1. miejsce w Tour of Mesopotamia
  - 1. miejsce na 1. etapie
- 2. miejsce w mistrzostwach Białorusi (jazda ind. na czas)

2020
- 1. miejsce w GP Manavgat
- 2. miejsce w mistrzostwach Białorusi (jazda ind. na czas)